# (26384) 1999 QP2
(26384) 1999 QP2 est un astéroïde de la ceinture principale d'astéroïdes découvert en 1999.

## Description
(26384) 1999 QP2 a été découvert le 31 août 1999 à la station de Xinglong, dans la province chinoise d'Hebei (Chine), par le Beijing Schmidt CCD Asteroid Program.

### Caractéristiques orbitales
L'orbite de cet astéroïde est caractérisée par un demi-grand axe de 2,36 UA, un périhélie de 2,06 UA, une excentricité de 0,13 et une inclinaison de 8,75° par rapport à l'écliptique. Du fait de ces caractéristiques, à savoir un demi-grand axe compris entre 2 et 3,2 UA et un périhélie supérieur à 1,666 UA, il est classé, selon la JPL Small-Body Database, comme objet de la ceinture principale d'astéroïdes.

### Caractéristiques physiques
(26384) 1999 QP2 a une magnitude absolue (H) de 14,0 et un albédo estimé à 0,000.